# علما (فلسطین)
علما (به عربی: علما) یک روستای فلسطینی واقع در نزدیکی مرز لبنان و در ۱۰ کیلومتری جنوب غرب صفد است.